# Paradentoză
Paradentoza (cunoscută și ca paradontoză, parodontoză, parodontopatie) este o boală degenerativă a gingiilor și a țesutului parodontal, care face ca, în timp, dinții să devină mobili și să cadă.

## Cauze
Boala are în general o evoluție cronică dar este agravată de tutun, consumul de alcool, tartru dentar, igienă bucală defectuoasă, lucrări protetice defectuoase.

## Simptome
Simptomele incipiente includ mâncărime gingivală, retracție gingivală, senzații de disconfort gingival, sângerare gingivală, infecții și abcese paradontale, miros neplăcut al gurii. 

## Tipuri de parodondopatii
Există mai multe forme de manifestare ale bolilor parodontale în funcție de gravitate:
- Gingivita este forma cea mai ușoară a bolii parodontale: Gingiile se înroșesec, se umflă, sângereaza ușor la presiune. Este forma reversibila în urma detartrajului, periajului profesional, tratamentului gingival și a menținerii unei igiene riguroase.
- Parodontita marginala acută este marcată de apariția pungilor parodontale.
- Parodontita cronică este caracterizată prin mobilitate avansată a dintelui.

## Aspectul clinic
Papilele intradentare sunt congestionate și inflamate. Mucoasa gingivală apare inflamată cu zone ulcerate și sângerânde, în special la nivelul papilelor hipertrofiate (îngroșate în volum), unde există pungi pioreice profunde sau de adancime medie de unde iese secreție și fermentație foarte urât mirositoare. Unde dinții prezintă un grad de mobilitate, aceasta este accentuată în paralel cu adâncirea pungilor paradontale.

## Tratament
În formele incipiente se recomandă o igienizare profesională riguroasă a cavității bucale urmată de un tratament local si/sau general. De mare importanță este respectarea regulilor de igienă personală de către pacient și renunțarea la obiceiurile vicioase.
Tratamentul include intervenții de mică chirurgie parodontală, care urmăresc sterilizarea și desființarea pungilor paradontale, urmând înălțarea și îngroșarea țesutului osos existent prin aplicarea osului liofilizat sau a unor membrane de colagen rezorbabile. 
Vaccinurile antistafilocice și alte tratamente medicale sunt complementare unei intervenții chirurgicale, care este o soluție radicală de tratament a paradontozei în cazurile grave.